# Synagoge (Tarcal)

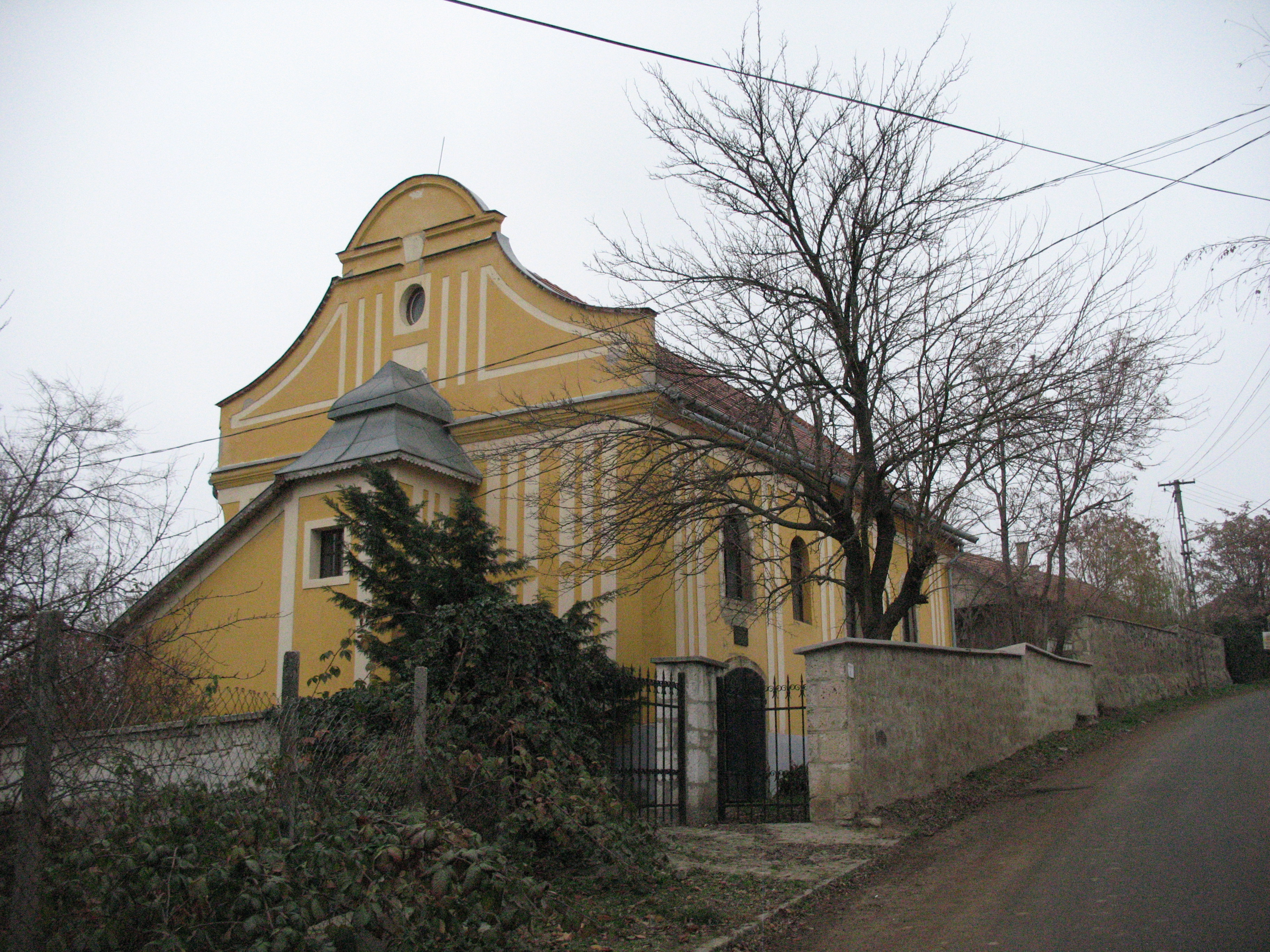
Westseite der Synagoge in Tarcal (2013)

Die Synagoge in Tarcal im Nordosten Ungarns wurde 1779 (oder nach einer anderen Quelle 1795) im Barockstil gebaut und ist damit eine der ältesten Synagogen des Landes.
Sie ist ähnlich der nahegelegen und etwa zur gleichen Zeit errichteten Synagoge in Mád.
Das Dach hat an beiden Enden einen geschwungenen Giebel. An der Ostwand, hinter der sich der Toraschrein befindet, sind zwei hohe Rundbogenfenster und am Giebel ein Okulus. An der gegenüberliegenden Westseite ist außen der Treppenaufgang zur Frauenempore angebaut; am Giebel ist ebenfalls ein Okulus. Der Zugang zum Innenraum ist an der hinteren Südseite in einen Vorraum und von dort in den nahezu quadratischen Hauptraum, dem Gebetsraum der Männer. Die Frauenempore befindet sich nur über dem Vorraum und ragt etwas in den Hauptraum hinein. Die Räume haben eine flache Decke.
An der Südseite sind zwei große Rundbogenfenster, die dem Gebetsraum Licht geben; zwei weniger große Rundbogenfenster befinden sich dahinter für die Empore. Der Eingang zur Vorhalle ist unter dem hintersten Fenster. Auf der gegenüberliegenden Nordseite ist die gleiche Fensteranordnung.
Das Gebäude wurde in den letzten Jahren renoviert und wird heute (2020) als Ferienapartment vermietet.